# Митрески, Йован
Йован Митрески (макед. Јован Митрески; род. 20 ноября 1980, Струмица или Струга, Югославия) — македонский политик и экономист. С января по май 2024 года являлся  председателем Собрания Северной Македонии.
Член Социал-демократического союза Македонии. Митрески последовательно избирался членом парламента на парламентских выборах 2014, 2016 и 2020 годов. На втором и третьем сроках был координатором парламентской группы коалиции, возглавляемой СДСМ.
Митрески был избран председателем Ассамблеи 26 января 2024 года 64 голосами «за» против 40 голосов «против», сменив на этом посту Талата Джафери.